# Синови слободе
Синови слободе (енгл. Sons of Liberty) је политичка група коју су сачињавале америчке патриоте. Настала је у северноамеричким британским колонијама пре стицања независности. Група је формирана у циљу заштите права колониста од узурпације од стране британске владе после 1766. Синови слободе су најпознатији по организовању Бостонске чајанке 1773, што је довело до Неподношљивих закона (оштрог одговора британске владе), на шта су Патриоте одговориле мобилизацијом што је директно довело до Револуције 1775.

## Познати чланови
- Џон Адамс - правник, Масачусетс
- Семјуел Адамс - политички писац, сакупљач пореза, Бостон
- Бенедикт Арнолд - бизнисмен, Норвич
- Бенџамин Едс - новинар/издавач Бостонске газете, Бостон
- Џон Хенкок - трговац/кријумчар, Бостон
- Петрик Хенри - правник, Вирџинија
- Џон Ламб - трговац, Њујорк
- Вилијам Макај - трговац, Бостон
- Александар Макдугал - корсарски капетан, Њујорк
- Џејмс Отис Млађи - правник, Масачусетс
- Пол Ривир - сребрнар, Бостон
- Бенџамин Раш - лекар, Филаделфија
- Ајзак Сирс - корсарски капетан, Њујорк
- Хаим Соломон - финансијски брокер, Њујорк и Филаделфија
- Чарлс Томсон - тутор/секретар, Кентаки
- Џозеф Ворен - доктор/војник, Бостон
- Томас Јанг - доктор, Бостон
- Маринус Вилет - занатлија/војник, Њујорк
- Оливије Волкот - правник, Конектикат